# グッディング郡 (アイダホ州)
グッディング郡（英: Gooding County）は、アメリカ合衆国アイダホ州の南部に位置する郡である。2010年国勢調査での人口は15,464人であり、2000年の14,155人より9.2％増加した。郡庁所在地はグッディング市（人口3,567人）であり、同郡で人口最大の都市でもある。1913年1月28日にアイダホ州議会によりリンカーン郡から分離して設立され、郡名は20世紀初期のアイダホ州知事およびアイダホ州選出のアメリカ合衆国上院議員を務めたフランク・R・グッディングに因んで名付けられた。

## 地理
アメリカ合衆国国勢調査局に拠れば、郡域全面積は733.84平方マイル (1,900.6 km2)であり、このうち陸地は730.78平方マイル (1,892.7 km2)、水域は3.06平方マイル (7.9 km2)で水域率は0.42％である

### 隣接する郡
- エルモア郡 - 西
- ツインフォールズ郡 - 南
- ジェローム郡 - 東
- リンカーン郡 - 東
- キャマス郡 - 北

### 高規格道路
- - 州間高速道路西84号線
- - アメリカ国道26号線
- - アメリカ国道30号線
- - アイダホ州道46号線

## 人口動態
以下は2000年の国勢調査による人口統計データである。
| 基礎データ - 人口: 14,155人 - 世帯数: 5,046 世帯 - 家族数: 3,718 家族 - 人口密度: 7人/km2（19人/mi2） - 住居数: 5,505軒 - 住居密度: 3軒/km2（8軒/mi2） 人種別人口構成 - 白人: 87.59% - アフリカン・アメリカン: 0.23% - ネイティブ・アメリカン: 0.84% - アジア人: 0.23% - 太平洋諸島系: 0.06% - その他の人種: 8.24% - 混血: 2.80% - ヒスパニック・ラテン系: 17.05% 先祖による構成 - イギリス系：15.9％ - ドイツ系：13.7％ - アメリカ人：10.9％ - アイルランド系：6.6％ | 年齢別人口構成 - 18歳未満: 29.6% - 18-24歳: 8.7% - 25-44歳: 25.1% - 45-64歳: 21.2% - 65歳以上: 15.4% - 年齢の中央値: 35歳 - 性比（女性100人あたり男性の人口） - 総人口: 104.2 - 18歳以上: 102.0 世帯と家族（対世帯数） - 18歳未満の子供がいる: 36.1% - 結婚・同居している夫婦: 61.9% - 未婚・離婚・死別女性が世帯主: 7.6% - 非家族世帯: 26.3% - 単身世帯: 22.0% - 65歳以上の老人1人暮らし: 11.5% - 平均構成人数 - 世帯: 2.76人 - 家族: 3.22人 収入と家計 - 収入の中央値 - 世帯: 31,888米ドル - 家族: 36,290米ドル - 性別 - 男性: 25,321米ドル - 女性: 17,903米ドル - 人口1人あたり収入: 14,612米ドル - 貧困線以下 - 対人口: 13.8% - 対家族数: 11.2% - 18歳未満: 18.9% - 65歳以上: 11.3% |

### 収入

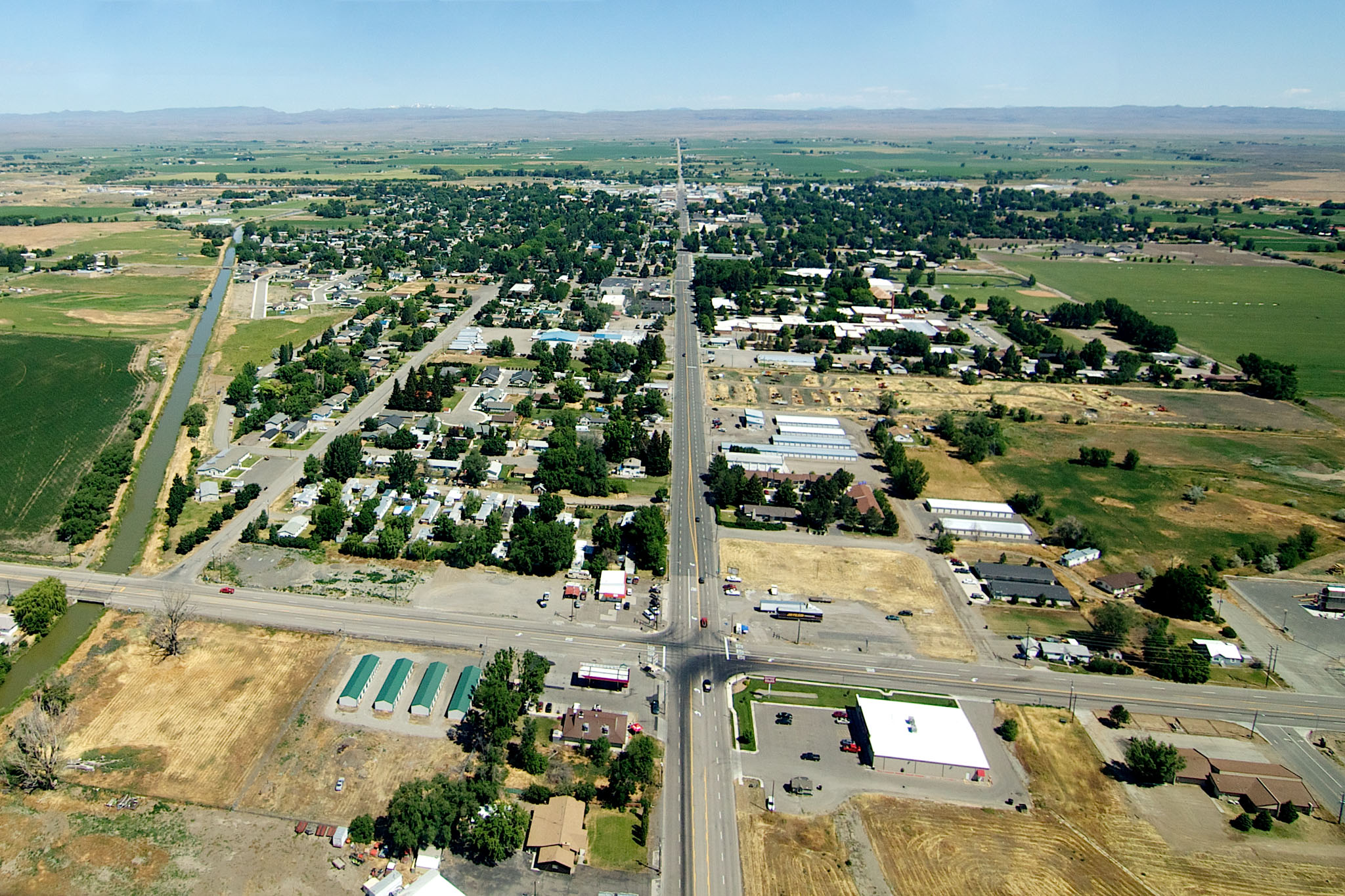
グッディング市

## 都市と町
- ブリス
- グッディング - 郡庁所在地
- ヘイガーマン
- ウェンデル